# Уйське
У́йське (каз. Үй) — село у складі Федоровського району Костанайської області Казахстану. Входить до складу Вишневого сільського округу.
Населення — 56 осіб (2021; 119 у 2009, 232 у 1999, 233 у 1989).